# Xiphophorus pygmaeus
Xiphophorus pygmaeus is een straalvinnige vissensoort uit de familie van de levendbarende tandkarpers (Poeciliidae). De wetenschappelijke naam van de soort is voor het eerst geldig gepubliceerd in 1943 door Hubbs & Gordon.